# Bous-Waldbredimus
Bous-Waldbredimus (lb. Bous-Waldbriedemes) − miejscowość i gmina (gemeng / commune / Gemeinde) w południowo-wschodnim Luksemburgu, w kantonie Remich. Siedziba administracyjna gminy znajduje się w miejscowości Bous. Liczy 1992 mieszkańców (1 stycznia 2024). Powstała 1 września 2023 w wyniku połączenia gminy Bous z gminą Waldbredimus.

## Podział administracyjny
Do gminy należy 13 miejscowości, w tym osiem (Uertschaft) oraz pięć lieu-dit: 
1. Assel (Aassel)
2. Bous
3. Emeringerhof (Emeringerhaff), lieu-dit
4. Erpeldange (Ierpeldeng / Erpeldingen)
5. Ersange (Ierseng / Ersingen)
6. Gondelange (Gondel), lieu-dit
7. Heisburgerhof (Heesberhaff), lieu-dit
8. Herdermühle (Herdermillen), lieu-dit
9. Roedt (Réid)
10. Rolling (Rolleng)
11. Scheuerberg (Scheierbierg), lieu-dit
12. Trintange (Trënteng / Trintingen)
13. Waldbredimus (Waldbriedemes)